# COW / Chill Out, World!
COW / Chill Out, World! — пятнадцатый студийный альбом британской электронной группы The Orb, изданный 14 октября 2016 года на лейбле Kompakt.

## История
Название альбома — явный намёк на альбом KLF Chill Out, в создании которого Патерсон принял участие, а также отсылка к животному на обложке альбома Pink Floyd Atom Heart Mother. Однако альбом наполнен звуками щебечущих птиц и жужжащих насекомых, а не звуками животных на скотном дворе.
Альбом COW / Chill Out, World! был записан и спродюсирован за шесть месяцев. Одной из главных причин быстрого завершения работы над альбомом стало то, что Алекс Патерсон записывал звуки с помощью своего iPhone во время гастролей по миру прямо в Ableton. Пока дуэт ездил в турне, Патерсон собирал полевые записи для использования в записи, что позволило получить «ценные моменты спонтанной творческой продуктивности ноутбука» в дороге. Патерсон назвал альбом «самым эмбиентным альбомом», а Томас Фельманн отметил, что пара доверилась своим первым инстинктам и позволила идеям свободно течь.

## Отзывы
| Совокупная оценка | Совокупная оценка |
| Источник          | Оценка            |
| ----------------- | ----------------- |
| AnyDecentMusic?   | 6.6/10            |
| Metacritic        | 78/100            |
| Оценки критиков   |                   |
| Источник          | Оценка            |
| AllMusic          | [ 2 ]             |
| Exclaim!          | 7/10              |
| Mixmag            | 7/10              |
| Pitchfork         | 6.0/10            |
| PopMatters        | 9/10              |
| Record Collector  | [ 12 ]            |
| Release Magazine  | 9/10              |
| Resident Advisor  | 3.6/5             |
| Slant Magazine    | [ 15 ]            |
| Tiny Mix Tapes    | 3.5/5             |

Альбом получил положительные отзывы музыкальной критики и интернет-изданий.
Пол Симпсон из AllMusic отметил, что «COW / Chill Out, World!, самый спонтанный альбом в дискографии группы на сегодняшний день. Алекс Патерсон и Томас Фельманн назвали этот релиз своей самой эмбиентной работой, что, похоже, ставит его в один ряд с такими альбомами середины 90-х, как Pomme Fritz и Orbus Terrarum. Альбом задуман как своего рода мирный протест, реакция на трагические новости и политическую чепуху, призывающая всех успокоиться и наслаждаться жизнью. Следы непринуждённых ритмов и вихревых диско-струн прослеживаются на протяжении всех 43 минут, и все купается в теплом сиянии винилового треска и реверберации. Альбому удаётся создать спокойное состояние духа, но он никогда не задерживается на одном месте слишком долго, звуча более взволнованно, чем может показаться на первый взгляд».

## Список композиций
| №                   | Название                                  | Длительность |
| ------------------- | ----------------------------------------- | ------------ |
| 1.                  | «First, Consider the Lillies»             | 7:00         |
| 2.                  | «Wireless Mk2»                            | 5:41         |
| 3.                  | «Siren 33 (Orphee Mirror)»                | 2:48         |
| 4.                  | «4am Exhale (Chill Out, World!)»          | 6:03         |
| 5.                  | «5th Dimensions»                          | 5:15         |
| 6.                  | «Sex (Panoramic Sex Heal)»                | 1:39         |
| 7.                  | «7 Oaks»                                  | 2:19         |
| 8.                  | «Just Because I Really Really Luv Ya»     | 4:22         |
| 9.                  | «9 Elms Over River Eno (Channel 9)»       | 4:05         |
| 10.                 | «The 10 Sultans of Rudyard (Moo Moo Mix)» | 3:58         |
| Общая длительность: | Общая длительность:                       | 43:10        |

## Чарты
| Чарт (2016)                                  | Высшая позиция |
| -------------------------------------------- | -------------- |
| Бельгия/Фландрия (Ultratop)                  | 116            |
| Бельгия/Валлония (Ultratop)                  | 113            |
| Шотландия (Scottish Albums Chart)            | 92             |
| Великобритания (UK Dance Albums Chart)       | 9              |
| Великобритания (UK Independent Albums Chart) | 20             |